# Gran Premio motociclistico di Spagna 2003
Il Gran Premio motociclistico di Spagna 2003 corso l'11 maggio, è stato il terzo Gran Premio della stagione 2003 del motomondiale e ha visto vincere: la Honda di Valentino Rossi in MotoGP, Toni Elías nella classe 250 e Lucio Cecchinello nella classe 125.
Quella segnata da Capirossi è la prima pole position per la Ducati in MotoGP, che ha debuttato in questa classe ad inizio campionato.

## MotoGP

### Arrivati al traguardo
| Pos. | Nº | Pilota            | Squadra              | Motocicletta       | Giri | Tempo     | Griglia | Punti |
| ---- | -- | ----------------- | -------------------- | ------------------ | ---- | --------- | ------- | ----- |
| 1º   | 46 | Valentino Rossi   | Repsol Honda         | Honda RC211V       | 27   | 46:50.345 | 5       | 25    |
| 2º   | 3  | Max Biaggi        | Camel Pramac Pons    | Honda RC211V       | 27   | +6.333    | 3       | 20    |
| 3º   | 12 | Troy Bayliss      | Ducati Marlboro      | Ducati Desmosedici | 27   | +12.077   | 2       | 16    |
| 4º   | 11 | Tōru Ukawa        | Camel Pramac Pons    | Honda RC211V       | 27   | +16.186   | 4       | 13    |
| 5º   | 4  | Alex Barros       | Gauloises Yamaha     | Yamaha YZR-M1      | 27   | +18.630   | 15      | 11    |
| 6º   | 6  | Makoto Tamada     | Pramac Honda         | Honda RC211V       | 27   | +24.153   | 12      | 10    |
| 7º   | 21 | John Hopkins      | Suzuki Grand Prix    | Suzuki GSV-R       | 27   | +30.959   | 7       | 9     |
| 8º   | 56 | Shin'ya Nakano    | d'Antín Yamaha       | Yamaha YZR-M1      | 27   | +31.218   | 13      | 8     |
| 9º   | 9  | Nobuatsu Aoki     | Proton Team KR       | Proton KR3         | 27   | +36.002   | 8       | 7     |
| 10º  | 19 | Olivier Jacque    | Gauloises Yamaha     | Yamaha YZR-M1      | 27   | +37.566   | 9       | 6     |
| 11º  | 41 | Noriyuki Haga     | Alice Aprilia Racing | Aprilia RS Cube    | 27   | +43.753   | 18      | 5     |
| 12º  | 99 | Jeremy McWilliams | Proton Team KR       | Proton KR3         | 27   | +43.894   | 14      | 4     |
| 13º  | 10 | Kenny Roberts Jr  | Suzuki Grand Prix    | Suzuki GSV-R       | 27   | +48.891   | 17      | 3     |
| 14º  | 45 | Colin Edwards     | Alice Aprilia Racing | Aprilia RS Cube    | 27   | +52.128   | 11      | 2     |
| 15º  | 88 | Andrew Pitt       | Kawasaki Racing      | Kawasaki ZX-RR     | 27   | +1:08.179 | 20      | 1     |
| 16º  | 66 | Alex Hofmann      | Kawasaki Racing      | Kawasaki ZX-RR     | 27   | +1:08.372 | 21      |       |
| 17º  | 33 | Marco Melandri    | Fortuna Yamaha       | Yamaha YZR-M1      | 27   | +1:31.010 | 16      |       |
| 18º  | 8  | Garry McCoy       | Kawasaki Racing      | Kawasaki ZX-RR     | 26   | +1 giro   | 22      |       |

### Ritirati
| Nº | Pilota          | Squadra                   | Motocicletta       | Giri | Griglia |
| -- | --------------- | ------------------------- | ------------------ | ---- | ------- |
| 65 | Loris Capirossi | Ducati Marlboro           | Ducati Desmosedici | 12   | 1       |
| 69 | Nicky Hayden    | Repsol Honda              | Honda RC211V       | 8    | 19      |
| 15 | Sete Gibernau   | Telefónica Movistar Honda | Honda RC211V       | 6    | 6       |
| 7  | Carlos Checa    | Fortuna Yamaha            | Yamaha YZR-M1      | 3    | 10      |

## Classe 250

### Arrivati al traguardo
| Pos. | Nº | Pilota                | Squadra                            | Motocicletta | Giri | Tempo     | Griglia | Punti |
| ---- | -- | --------------------- | ---------------------------------- | ------------ | ---- | --------- | ------- | ----- |
| 1º   | 24 | Toni Elías            | Repsol Telefonica Movistar         | Aprilia      | 26   | 46:10.793 | 6       | 25    |
| 2º   | 3  | Roberto Rolfo         | Fortuna Honda                      | Honda        | 26   | +0.521    | 4       | 20    |
| 3º   | 7  | Randy de Puniet       | Safilo Oxydo-LCR                   | Aprilia      | 26   | +0.539    | 1       | 16    |
| 4º   | 54 | Manuel Poggiali       | MS Aprilia                         | Aprilia      | 26   | +0.607    | 2       | 13    |
| 5º   | 14 | Anthony West          | Zoppini Abruzzo                    | Aprilia      | 26   | +12.048   | 7       | 11    |
| 6º   | 5  | Sebastián Porto       | Telefonica Movistar jnr            | Honda        | 26   | +14.204   | 8       | 10    |
| 7º   | 10 | Fonsi Nieto           | Repsol Telefonica Movistar         | Aprilia      | 26   | +22.463   | 5       | 9     |
| 8º   | 8  | Naoki Matsudo         | Yamaha Kurz                        | Yamaha       | 26   | +37.840   | 10      | 8     |
| 9º   | 6  | Alex Debón            | Troll Honda BQR                    | Honda        | 26   | +42.820   | 16      | 7     |
| 10º  | 11 | Joan Olivé            | Aspar Junior                       | Aprilia      | 26   | +48.821   | 19      | 6     |
| 11º  | 21 | Franco Battaini       | Campetella Racing                  | Aprilia      | 26   | +52.185   | 3       | 5     |
| 12º  | 26 | Alex Baldolini        | Matteoni Racing                    | Aprilia      | 26   | +54.704   | 23      | 4     |
| 13º  | 34 | Eric Bataille         | Troll Honda BQR                    | Honda        | 26   | +56.089   | 11      | 3     |
| 14º  | 15 | Christian Gemmel      | Kiefer Castrol-Honda Racing        | Honda        | 26   | +57.708   | 15      | 2     |
| 15º  | 28 | Dirk Heidolf          | Aprilia Germany                    | Aprilia      | 26   | +1:03.433 | 20      | 1     |
| 16º  | 13 | Jaroslav Huleš        | Yamaha Kurz                        | Yamaha       | 26   | +1:08.944 | 21      |       |
| 17º  | 96 | Jakub Smrž            | Elit Grand Prix                    | Honda        | 26   | +1:18.200 | 22      |       |
| 18º  | 57 | Chaz Davies           | Aprilia Germany                    | Aprilia      | 26   | +1:18.401 | 18      |       |
| 19º  | 40 | Álvaro Molina         | Equipo MAS                         | Aprilia      | 26   | +1:25.198 | 24      |       |
| 20º  | 18 | Henk van den Lagemaat | Dark Dog Molenaar                  | Honda        | 25   | +1 giro   | 25      |       |
| 21º  | 39 | Luis Manuel Castro    | Córdoba Patrimonio de la Humanidad | Yamaha       | 25   | +1 giro   | 27      |       |

### Ritirati
| Nº | Pilota           | Squadra                     | Motocicletta | Giri | Griglia |
| -- | ---------------- | --------------------------- | ------------ | ---- | ------- |
| 16 | Johan Stigefelt  | Zoppini Abruzzo             | Aprilia      | 22   | 12      |
| 50 | Sylvain Guintoli | Campetella Racing           | Aprilia      | 14   | 9       |
| 9  | Hugo Marchand    | Equipe de France - Scrab GP | Aprilia      | 14   | 13      |
| 33 | Héctor Faubel    | Aspar Junior                | Aprilia      | 5    | 17      |
| 36 | Erwan Nigon      | Equipe de France - Scrab GP | Aprilia      | 2    | 14      |

### Non partito
| Nº | Pilota          | Squadra          | Motocicletta | Griglia |
| -- | --------------- | ---------------- | ------------ | ------- |
| 42 | Grégory Leblanc | Equipe de France | Honda        | 26      |

### Non qualificata
| Nº | Pilota         | Squadra           | Motocicletta |
| -- | -------------- | ----------------- | ------------ |
| 98 | Katja Poensgen | Dark Dog Molenaar | Honda        |

## Classe 125

### Arrivati al traguardo
| Pos. | Nº | Pilota            | Squadra                   | Motocicletta | Giri | Tempo     | Griglia | Punti |
| ---- | -- | ----------------- | ------------------------- | ------------ | ---- | --------- | ------- | ----- |
| 1º   | 4  | Lucio Cecchinello | Safilo Oxydo-LCR          | Aprilia      | 23   | 41:52.177 | 2       | 25    |
| 2º   | 17 | Steve Jenkner     | Exalt Cycle Red Devil     | Aprilia      | 23   | +0.088    | 5       | 20    |
| 3º   | 15 | Alex De Angelis   | Racing World              | Aprilia      | 23   | +0.378    | 3       | 16    |
| 4º   | 3  | Daniel Pedrosa    | Telefonica Movistar jnr   | Honda        | 23   | +1.385    | 4       | 13    |
| 5º   | 7  | Stefano Perugini  | Abruzzo Racing            | Aprilia      | 23   | +1.507    | 12      | 11    |
| 6º   | 27 | Casey Stoner      | Safilo Oxydo-LCR          | Aprilia      | 23   | +11.402   | 11      | 10    |
| 7º   | 80 | Héctor Barberá    | Master-MXOnda-Aspar       | Aprilia      | 23   | +11.496   | 7       | 9     |
| 8º   | 41 | Yōichi Ui         | Sterilgarda Racing        | Aprilia      | 23   | +15.577   | 6       | 8     |
| 9º   | 34 | Andrea Dovizioso  | Team Scot                 | Honda        | 23   | +18.604   | 8       | 7     |
| 10º  | 6  | Mirko Giansanti   | Matteoni Racing           | Aprilia      | 23   | +18.897   | 9       | 6     |
| 11º  | 8  | Masao Azuma       | Ajo Motorsports           | Honda        | 23   | +23.532   | 17      | 5     |
| 12º  | 12 | Thomas Lüthi      | Elit Grand Prix           | Honda        | 23   | +23.600   | 20      | 4     |
| 13º  | 23 | Gino Borsoi       | Racing World              | Aprilia      | 23   | +23.810   | 15      | 3     |
| 14º  | 58 | Marco Simoncelli  | Matteoni Racing           | Aprilia      | 23   | +24.208   | 10      | 2     |
| 15º  | 48 | Jorge Lorenzo     | Caja Madrid Derbi Racing  | Derbi        | 23   | +25.139   | 22      | 1     |
| 16º  | 36 | Mika Kallio       | Ajo Motorsports           | Honda        | 23   | +25.230   | 14      |       |
| 17º  | 19 | Álvaro Bautista   | Seedorf Racing            | Aprilia      | 23   | +27.742   | 16      |       |
| 18º  | 26 | Emilio Alzamora   | Caja Madrid Derbi Racing  | Derbi        | 23   | +28.511   | 23      |       |
| 19º  | 79 | Gábor Talmácsi    | Exalt Cycle Red Devil     | Aprilia      | 23   | +29.036   | 13      |       |
| 20º  | 42 | Gioele Pellino    | Sterilgarda Racing        | Aprilia      | 23   | +59.993   | 25      |       |
| 21º  | 24 | Simone Corsi      | Team Scot                 | Honda        | 23   | +1:02.499 | 21      |       |
| 22º  | 1  | Arnaud Vincent    | KTM-Red Bull              | KTM          | 23   | +1:02.545 | 19      |       |
| 23º  | 32 | Fabrizio Lai      | Semprucci Angaia Malaguti | Malaguti     | 23   | +1:02.841 | 26      |       |
| 24º  | 11 | Max Sabbatani     | Abruzzo Racing            | Aprilia      | 23   | +1:03.046 | 18      |       |
| 25º  | 70 | Sergio Gadea      | Racing Team Gadea         | Aprilia      | 23   | +1:11.364 | 33      |       |
| 26º  | 25 | Imre Tóth         | Team Hungary              | Honda        | 23   | +1:11.453 | 28      |       |
| 27º  | 81 | Ismael Ortega     | Seedorf Racing            | Aprilia      | 23   | +1:11.693 | 31      |       |
| 28º  | 63 | Mike Di Meglio    | Freesoul Racing           | Aprilia      | 23   | +1:20.298 | 32      |       |
| 29º  | 71 | Ruben Catalan     | Mir Racing                | Aprilia      | 23   | +1:34.875 | 34      |       |
| 30º  | 21 | Leon Camier       | Metasystem Racing Service | Honda        | 23   | +1:34.935 | 36      |       |

### Ritirati
| Nº | Pilota            | Squadra                   | Motocicletta | Giri | Griglia |
| -- | ----------------- | ------------------------- | ------------ | ---- | ------- |
| 10 | Roberto Locatelli | KTM-Red Bull              | KTM          | 12   | 30      |
| 22 | Pablo Nieto       | Master-MXOnda-Aspar       | Aprilia      | 9    | 1       |
| 33 | Stefano Bianco    | Metis Gilera Racing       | Gilera       | 3    | 24      |
| 14 | Chris Martin      | Seedorf Racing            | Aprilia      | 1    | 27      |
| 69 | David Bonache     | 4 Racing                  | TSR          | 1    | 35      |
| 31 | Julián Simón      | Semprucci Angaia Malaguti | Malaguti     | 1    | 29      |
| 78 | Peter Lenart      | Metasystem Racing Service | Honda        | 0    | 37      |